# خوان دي مال لارا
خوان دي مال لارا (بالإسبانية: Juan de Mal Lara)‏ هو كاتب مسرحي وكاتب وفيلسوف ومدرس وشاعر إسباني، ولد في 1524 في إشبيلية في إسبانيا، وتوفي في 1571.